# Heinrich Biber

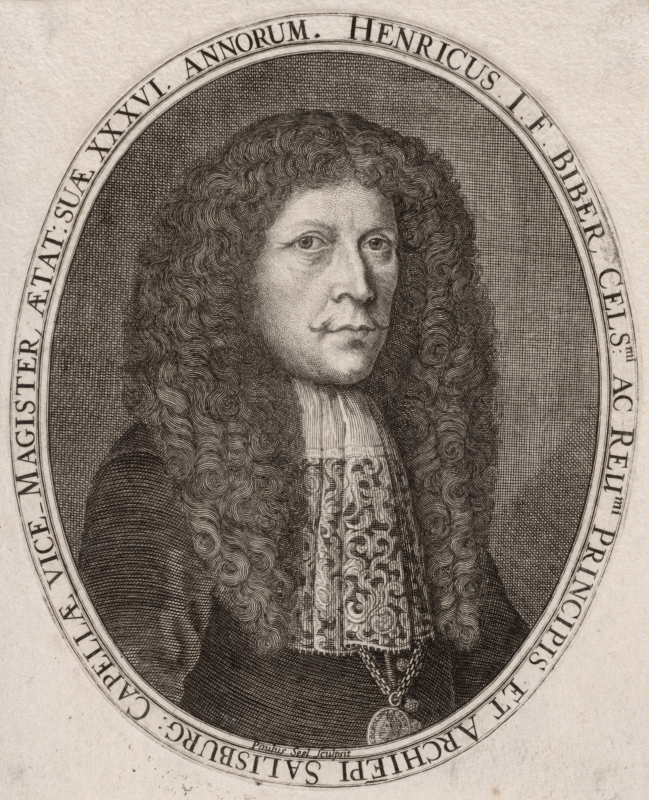
Heinrich Biber

Heinrich Ignaz Franz Biber, född 12 augusti 1644 i Böhmen, död 3 maj 1704 i Salzburg, var en österrikisk tonsättare och violinvirtuos, bekant framför allt för sina violinsonater, där han utvecklar instrumentets resurser och ofta använder s.k. scordatura (avvikande instrumentstämning för att uppnå speciella effekter). Mest kända är hans 15 Mysteriesonater över händelser i jungfru Marias liv samt en passacaglia i g-moll.
Biber skrev även kammarmusik, konserter och en opera. Under sin långa tid i tjänst hos ärkebiskopen av Salzburg avancerade han från enkel instrumentalist till förste kapellmästare och musikalisk ledare. Ett verk som det länge tvistats om det är Biber som skrivit eller inte, är Missa Salisburgensis som troligtvis skrevs till Salzburgs 1100-årsjubileum som ärkebiskopsstad 1682. Mässan kräver en stor orkesterapparat, med barocka mått näst intill gigantisk, och det mesta av musiken går i C-dur och är inte direkt variationsrik. Det finns de som tror att mässan skrevs av Benevolo i början av 1600-talet och även andra tonsättare har tillskrivits verket — men sedan 1970-talet räknas Biber som upphovsman.